# Passoré
Passoré ist eine Provinz in der Region Nord im westafrikanischen Staat Burkina Faso mit 326.386 Einwohnern (2013) auf 3866 km².
Sie wird hauptsächlich von Mossi und Fulbe bewohnt, deren Lebensgrundlage vorwiegend die Subsistenzwirtschaft ist. Hauptort ist Yako.

## Verwaltungsgliederung

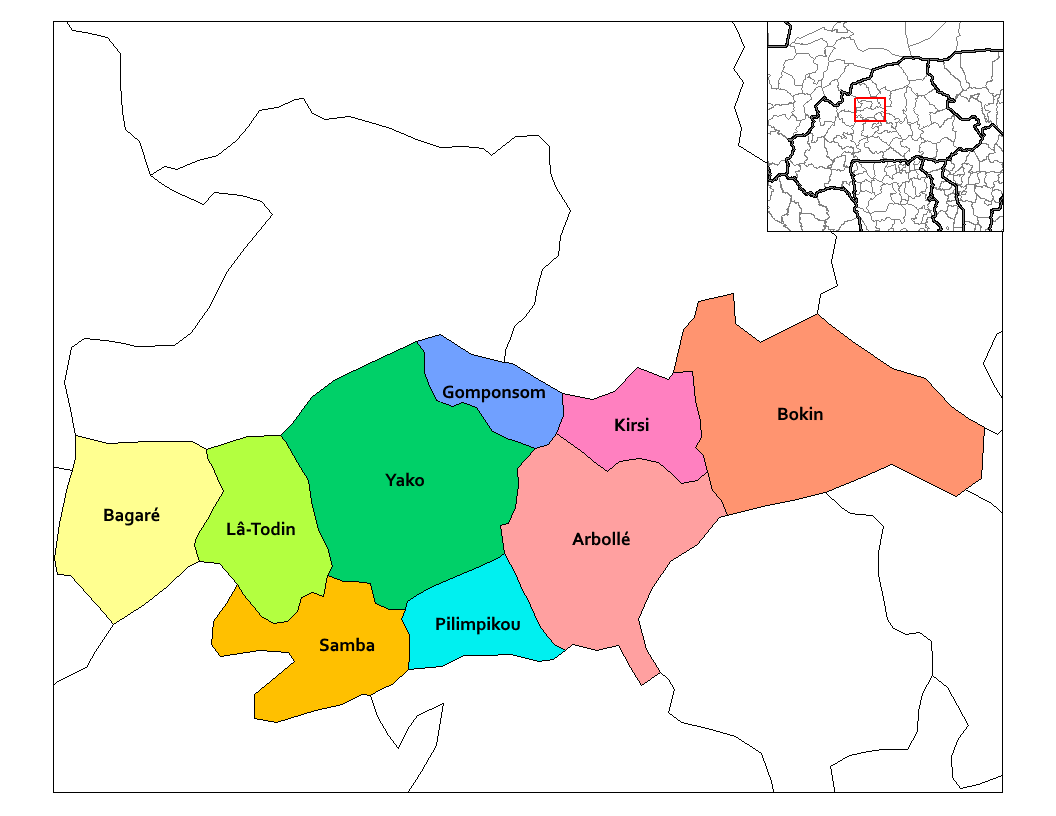
Departemente der Provinz Passoré

Die Provinz Passoré ist in 9 Departemente gegliedert:
- Arbolé
- Bagaré
- Bokin
- Gomponsom
- Kirsi
- La-Todin
- Pilimpikou
- Samba
- Yako